# 花月堂
花月堂（かげつどう、株式会社花月）は、日本の製菓業者。北海道小樽市に所在した。150年以上の歴史を持ち、北海道最古の企業の一つとして知られ、新倉屋や澤の露と並ぶ小樽の老舗の製菓業の一つであったが、2010年（平成22年）民事再生手続開始申立により倒産した。2017年（平成29年）北武フーズに吸収合併され、その傘下で営業を継続している。

## 沿革
1851年（嘉永4年）、越後国の新発田藩の菓子司（菓子屋）である杉本次郎吉が「杉本花月堂」の名で創業した。当時は新発田藩の御用菓子屋であった。2代目も杉本次郎吉を襲名し、初代と共に藩主に献上する寒菊（米菓子の一種）や落雁、羊羹を作る名手であった。
1903年（明治36年）、3代目のときに、港町として栄えていた小樽に移り、同じ店名にて開業した。1950年（昭和25年）に札幌市に進出したが、1960年（昭和35年）に1億円の負債を抱えて倒産。その後、1972年（昭和47年）に小樽市内の稲穂大通商店街沿いに本店を移転し、17年がかりで店を再生。1981年（昭和56年）には、社名を「花月堂」に変更した。
最盛期の菓子の種類は百以上であり、チョコレート饅頭「ちょころまん」、餡餅「花福」、塩味のゼリー菓子「蝦夷の香」、洋菓子「運河の恋人達」などで人気を博した。特に「蝦夷の香」は昭和初期に開発された和菓子の代表格であり、コンブ、水飴、寒天など北海道産の原材料が厳選されており、作曲家の團伊玖磨により「昆布の香りの有名な菓子」と絶賛された。1992年（平成4年）には桂岡工場を新築移転した。2003年（平成15年）には売上増と店舗展開を目指し、2007年（平成19年）までに小樽市内をはじめ後志、札幌に計30店舗を構えた。

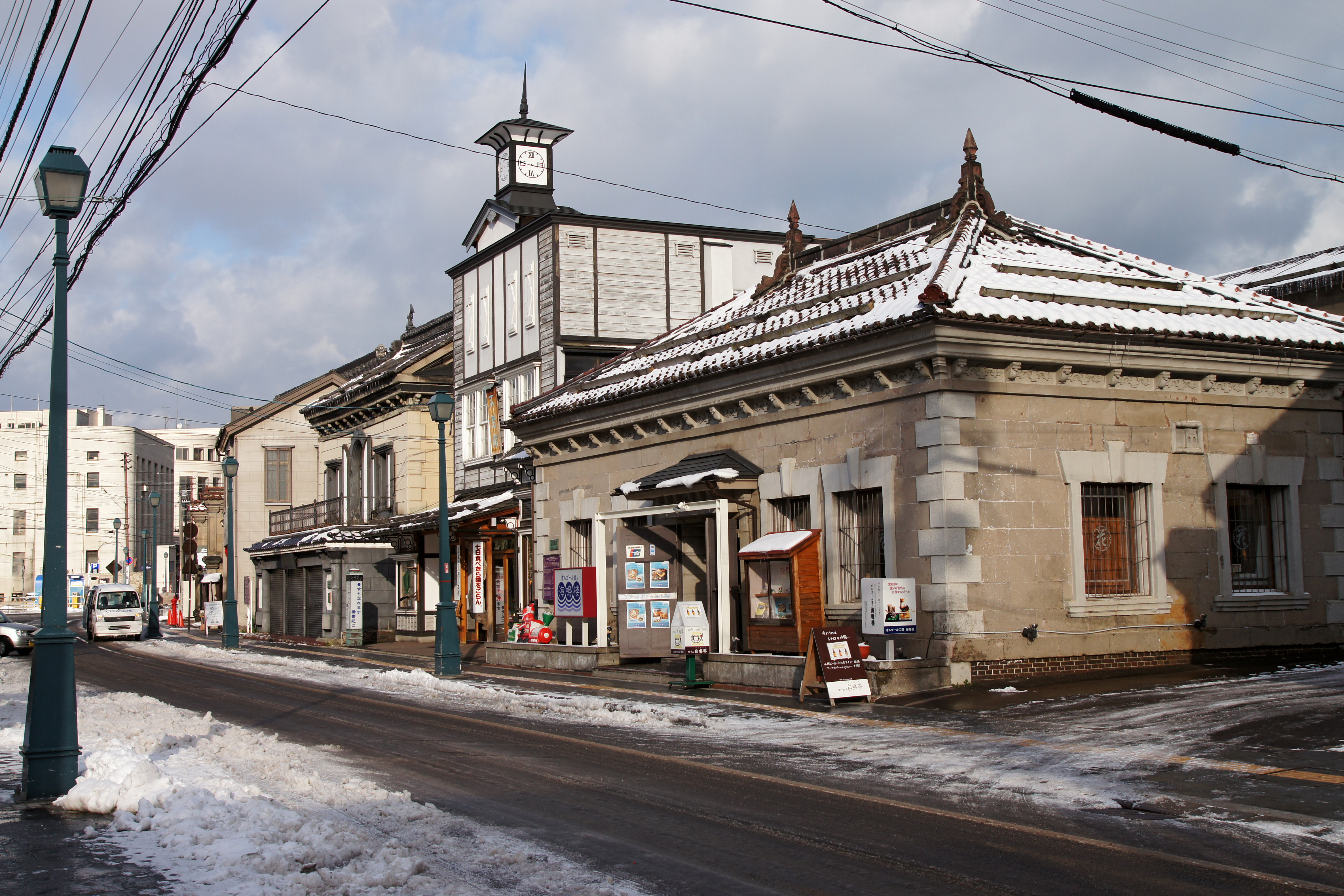
花月堂堺町店

しかし、この計3億円以上に達する工場新築費が重荷となった上に、約2000万円を投じた多店舗展開も失敗し、赤字経営に陥った。観光客への営業力の弱さ、販売額の減少も指摘されていたため、2005年（平成17年）には小樽短期大学に経営支援を仰ぎ、小樽の中心観光地にある堺町店を全面的に手直しして観光客向けの開放的な店舗とし、知名度向上や商品開発の拠点とすることを図った。さらに北海道中小企業再生支援協議会の支援を受け、事業再生計画を策定したが、客単価の減少と共に、2010年（平成22年）には猛暑によって盆時期の売上げが前年度と比べ1000万円減少した。
こうして店舗の売上減少や過大な設備投資の影響による資金繰りの悪化、さらに昔ながらの和菓子中心で新たなヒット商品を生み出せなかったことによる経営難の末、同2010年11月24日に札幌地方裁判所に民事再生手続の申立てを行ったことを発表した。観光客に人気があった先述の堺町店を同2010年末に閉店し、翌2011年（平成23年）には札幌市などに展開する16店を閉鎖した。
2017年（平成29年）には、小西政秀による異業種企業グループ「北武グループ」の一つである総合食品メーカー「北武フーズ」に吸収合併され、銭函工場に新たな機械を導入するなど設備投資を行うことで生産力を向上させ、後に至っている。